# Фізична особа-підприємець
Фізична особа — підприємець (ФОП) — фізична особа, яка реалізує здатність до праці шляхом самостійної, на власний ризик, діяльності з метою отримання прибутку.

## Державна реєстрація
Державна реєстрація фізичних осіб-підприємців полягає у засвідчення факту набуття статусу підприємця фізичною особою. Фізична особа здійснює своє право на підприємницьку діяльність за умови її державної реєстрації.

### Отримання статусу
Державна реєстрація особи, яка бажає отримати статус підприємця здійснюється державними реєстраторами підрозділів державної реєстрації юридичних осіб, фізичних осіб — підприємців та громадських формувань Державної реєстраційної служби. На підтвердження набуття статусу фізичній особі — підприємцю державним реєстратором видається Виписка. Подати заяву про реєстрацію ФОП також можна онлайн (за допомогою сайту послуги на сайті Кабінету Міністрів України, Міністерства юстиції або порталу iGov).
Фізична особа може набути статусу підприємця з 18 років. Для осіб, які досягли 16 років, але не досягли 18 років, необхідна згода батьків (усиновлювачів) або піклувальника, або органу опіки та піклування.
Для державної реєстрації державному реєстратору необхідно пред'явити:
- паспортний документ,
- реєстраційну картку,
- квитанцію про сплату реєстраційного збору,
- копію облікової картки платника податків,
- нотаріально засвідчену письмову згоду батьків (усиновлювачів) або піклувальника, або органу опіки та піклування, якщо заявником є фізична особа, яка досягла шістнадцяти років і має бажання займатися підприємницькою діяльністю.

До відомостей у ЄДР щодо фізичної особи — підприємця включаються такі відомості:
- Прізвище, ім'я та по батькові особи,
- Реєстраційний номер облікової картки платника податків,
- Адреса місця проживання.

Також отримати статус фізичної особи-підприємця може нерезидент України. Основною умовою для отримання іноземцю статусу ФОП, є законність його перебування на території України.

### Обмеження
Законодавством України передбачено заборони на здійснення підприємницької діяльності для окремих категорій фізичних осіб, зокрема не можуть бути підприємцями:
- Президент України,
- Народний депутат України,
- Суддя,
- співробітники прокуратури,
- державні службовці,
- інші особи у випадках, передбачених законодавством.

### Припинення діяльності
Державна реєстрація припинення підприємницької діяльності фізичної особи — підприємця проводиться у разі:
- прийняття фізичною особою — підприємцем рішення про припинення підприємницької діяльності;
- смерті фізичної особи — підприємця;
- постанова судового рішення про оголошення фізичної особи померлою або визнання безвісно відсутньою;
- постанова судового рішення про визнання фізичної особи, яка є підприємцем, недієздатною або про обмеження її цивільної дієздатності;
- постанова судового рішення про припинення підприємницької діяльності фізичної особи — підприємця.

## Правовий статус

### Статус та відповідальність
Фізична особа — підприємець є суб'єктом господарювання з моменту державної реєстрації. Фізична особа — підприємець несе відповідальність за своїми зобов'язаннями всім своїм майном, в тому числі і майном, набутим не у зв'язку зі здійсненням підприємницької діяльності.

#### Термінологія
Раніше дуже поширеним позначенням фізичної особи — підприємця було Суб'єкт підприємницької діяльності — фізична особа.
В окремих нормативних актах, зокрема Господарському кодексі України, трапляється термін Громадянин-підприємець.

#### КОПФГ
Хоча фізична особа — підприємець не є різновидом юридичної особи, а тому не має організаційно-правової форми, проте для полегшення класифікації, відповідний код включений до Класифікатора організаційно-правових форм господарювання.

## Оподаткування
Оподаткування доходів фізичної особи — підприємця здійснюється згідно з Податковим кодексом України.
Окрім податку на доходи фізичних осіб, фізична особа — підприємець також сплачує єдиний соціальний внесок (ЄСВ), який спрямовується до Пенсійного фонду України.
Фізична особа — підприємець має право обрати одну з двох систем оподаткування:
1) Загальну систему оподаткування — передбачає сплату податку на доходи фізичних осіб (ПДФО) у розмірі 18 % від чистого доходу, а також військового збору 5 % і ЄСВ у розмірі не менше мінімального внеску (на 2025 рік).
2) Спрощену систему оподаткування — поділяється на чотири групи, кожна з яких має свої податкові ставки та умови:
- Перша група (для дрібних підприємців, які не використовують найману працю) — фіксована ставка єдиного податку (до 10 % від прожиткового мінімуму для працездатних осіб).
- Друга група (для малого бізнесу, що працює з фізичними особами або іншими ФОП на єдиному податку) — фіксована ставка до 20 % від мінімальної зарплати.
- Третя група (для підприємців із більшим обсягом доходу, які можуть працювати з юридичними особами) — податок у розмірі 5 % від доходу (або 3 % + ПДВ).
- Четверта група (для сільськогосподарських виробників) — ставка податку залежить від площі та категорії земельної ділянки.

ФОП на спрощеній системі оподаткування звільняються від сплати ПДФО, але зобов'язані сплачувати ЄСВ, навіть якщо не отримують доходу. Зміни в податковому законодавстві можуть впливати на ставки податків, правила звітності та обов'язки ФОП, тому підприємці повинні регулярно стежити за оновленнями в Податковому кодексі України.

## Законодавство
- Господарський кодекс України
- Цивільний кодекс України
- Закон України «Про державну реєстрацію юридичних осіб, фізичних осіб — підприємців та громадських формувань»

## Статистика
Станом на 15 січня 2013 року в Україні було зареєстровано 2 507 083 ФОПи, майже кожен 18-й громадянин був зареєстрованим підприємцем. Найбільше — на Донеччині (198 тис.), в Києві 197 тис., на Харківщині 182 тис. Найменше: на Рівненщині (45 тис.), Кіровоградщині (46 тис.) та Чернігівщині (47 тис.).
З лютого 2023 року кожен другий новий ФОП в Україні відкривали жінки. Кількість нових фопів 2023 року склала майже 275 тис., 2021 року — 263 тис. Загалом за 2023 рік в Україні було відкрито 304 048 нових фоп. Кількість нових бізнесів перевищила показники 2021 року на 7 %.
Найпопулярнішими серед нових фопів у 2023 були такі сфери, як:
- Роздрібна торгівля
- ІТ
- Надання інших індивідуальних послуг
- Оптова торгівля
- Діяльність із забезпечення стравами та напоями[8]